# Jan Łukasik

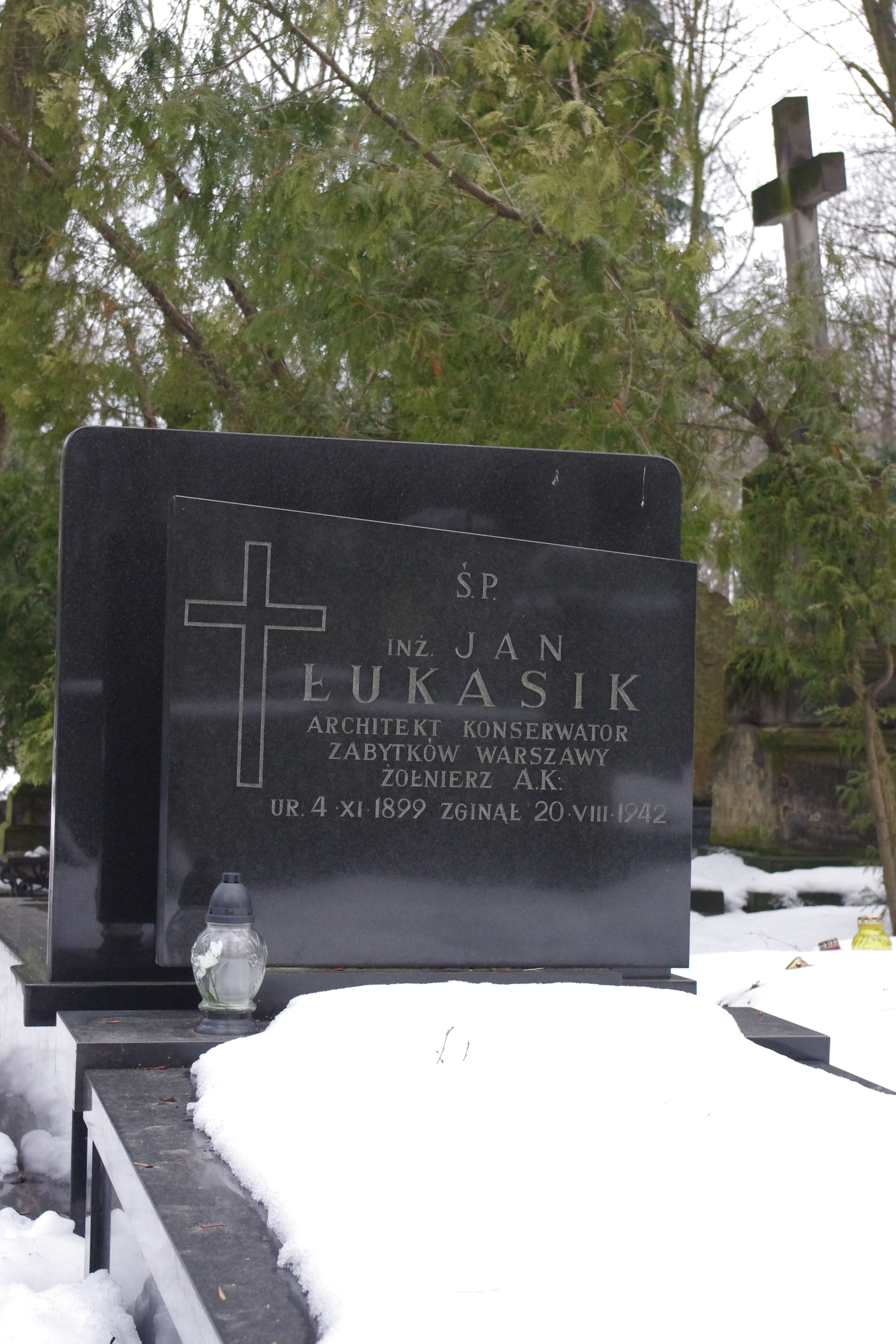
Grób Jana Łukasika na cmentarzu Powązkowskim w Warszawie

Jan Łukasik (ur. 4 października 1899 w Skierniewicach, zm. 20 sierpnia 1942 w Warszawie) – polski architekt i konserwator zabytków, w latach 1932–1935 członek prezydium Towarzystwa Opieki nad Zabytkami Przeszłości. Żołnierz AK. 

## Życiorys
Urodził się 4 października 1899 w Skierniewicach, w rodzinie Franciszka i Heleny z Kwiatkowskich. Ukończył 8-klasowe Gimnazjum Realne Polskiej Macierzy Szkolnej w Skierniewicach, a następnie w 1926 Wydział Architektury Politechniki Warszawskiej. Studia uzupełniające odbył we Włoszech, Francji i Hiszpanii. Od 1913 był członkiem tajnego skautingu, następnie POW. W latach 1920–1921 ochotniczo służył w Wojsku Polskim. Od 1925 był mężem Kamili z Jurkowskich. Pracował jako architekt i kierownik wydziału konserwatorskiego Towarzystwa Opieki nad Zabytkami Przeszłości. Był członkiem zarządu S.A.R.P. i radcą zarządu Zamku Królewskiego w Warszawie. 
W czasie II wojny światowej, podczas obrony Warszawy we wrześniu 1939 roku uczestniczył w ratowaniu Zamku Królewskiego.  
Zginął 20 sierpnia 1942 r., podczas sowieckiego nalotu na Warszawę. Został pochowany na cmentarzu Powązkowskim w Warszawie (kwatera 199-6-1). 

## Odznaczenia
- Srebrny Krzyż Zasługi[1]

## Ważniejsze projekty
- Projekt restauracji i rozbudowy Zamku Królewskiego wspólnie z S. Sokołowskim (1927)
- Projekt gmachu Związku Nauczycielstwa Polskiego (II nagroda – 1929 r.)
- Projekt restauracji kościoła Św. Anny przy Krakowskim Przedmieściu
- Domy dla pracowników kancelarii prezydenta RP u podnóża Zamku (ok. 1930)
- Konserwacja pałacu Radziwiłłowskiego przy Krakowskim Przedmieściu (Pałac Prezydencki) razem z Juliuszem Nagórskim (1939–1941)
- Restauracja kamienicy Falkiewicza przy Rynku Starego Miasta 28
- Restauracja Rogatek Mokotowskich przy pl. Unii Lubelskiej
- Przedszkole im. Michaliny Mościckiej ul. Bugaj 10, róg  z ul. Wybrzeże Gdańskie (1937) (zniszczone podczas II wojny światowej)
- Bursa rzemieślnicza przy ul. Czerniakowskiej
- Kościół św. Teresy Od Dzieciątka Jezus w Warszawie-Włochach
- Projekty odbudowy kościoła pw. św. Michała przy ul. Puławskiej

Jan Łukasik był również autorem projektu uporządkowania architektonicznego swoich rodzinnych Skierniewic, opracowanego w latach 1933–1934 i częściowo zrealizowanego do wybuchu wojny. W ramach projektu zrealizowano:
- Szkołę Powszechną nr 2 im. Marszałka Józefa Piłsudskiego przy ul. 1 Maja (obecnie Szkoła Podstawowa Nr 2 im. Tadeusza Kościuszki).
- Restauracja Kościoła pw. św. Jakuba (pełnił nadzór, w czasie prac odkrył pozostałości świątyni gotyckiej z drugiej połowy XV wieku)
- Nowy gmach Państwowego Liceum i Gimnazjum im. B. Prusa (oddany do użytku 1938)
- Kościół Wniebowzięcia Najświętszej Maryi Panny (przebudowa cerkwi, na garnizonowy kościół rzymskokatolicki – 1936)